# Liste der Monuments historiques in Saint-Jouan-des-Guérets
Die Liste der Monuments historiques in Saint-Jouan-des-Guérets führt die Monuments historiques in der französischen Gemeinde Saint-Jouan-des-Guérets auf.

## Liste der Bauwerke
| Bezeichnung                  | Beschreibung                        | Standort | Kennzeichnung | Schutzstatus | Datum | Bild           |
| ---------------------------- | ----------------------------------- | -------- | ------------- | ------------ | ----- | -------------- |
| Malouinière de la Plussinais | Landhaus, erbaut im 18. Jahrhundert | (Lage)   | PA00090787    | Inscrit      | 1980  | weitere Bilder |

## Liste der Objekte

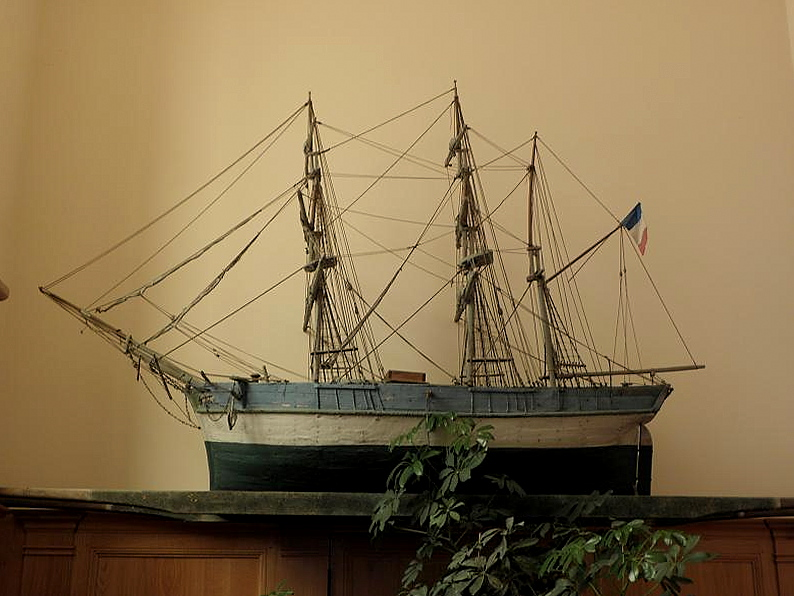
Votivgabe: Schiffsmodell, in der Kirche St-Jean-Baptiste

- Monuments historiques (Objekte) in Saint-Jouan-des-Guérets in der Base Palissy des französischen Kultusministeriums